# Resultados do Carnaval de Fortaleza em 2014
Resultados do Carnaval de Fortaleza em 2014.

## Escolas de samba
| Posição | Escolas                     | Classificação ou rebaixamento | Ref         |
| ------- | --------------------------- | ----------------------------- | ----------- |
| 1       | Unidos do Acaracuzinho      | Campeã de 2014                | [ 1 ] [ 2 ] |
| 2       | Mocidade da Bela Vista      |                               | [ 1 ] [ 2 ] |
| 3       | Imperadores da Parquelândia |                               | [ 3 ]       |
| 4       | Corte no Samba              |                               | [ 3 ]       |
| 5       | Império Ideal               |                               | [ 3 ]       |
| 6       | Colibri                     |                               | [ 3 ]       |
| 7       | Tradição da Bela Vista      |                               | [ 3 ]       |

## Maracatu
| Pos | Maracatus           | Classificação ou rebaixamento | Ref         |
| --- | ------------------- | ----------------------------- | ----------- |
| 1   | Vozes da África     | Campeã de 2014                | [ 1 ] [ 2 ] |
| 2   | Rei de Paus         |                               | [ 1 ] [ 2 ] |
| 3   | Nação Fortaleza     |                               | [ 3 ]       |
| 4   | Áz de Ouro          |                               | [ 3 ]       |
| 5   | Nação Iracema       |                               | [ 3 ]       |
| 6   | Nação Solar         |                               | [ 3 ]       |
| 7   | Nação Pici          |                               | [ 3 ]       |
| 8   | Nação Baobab        |                               | [ 3 ]       |
| 9   | Nação Axé de Oxóssi |                               | [ 3 ]       |
| 10  | Kizomba             |                               | [ 3 ]       |
| 11  | Rei do Congo        |                               | [ 3 ]       |
| 12  | Filhos de Iemanjá   |                               | [ 3 ]       |
| 13  | Nação Palmares      |                               | [ 3 ]       |
| 14  | Rei Zumbi           |                               | [ 3 ]       |

## Blocos
| Pos | Blocos             | Classificação ou rebaixamento | Ref         |
| --- | ------------------ | ----------------------------- | ----------- |
| 1   | Doido é Tu         | Campeã de 2014                | [ 1 ] [ 2 ] |
| 2   | Turma do Mamão     |                               | [ 1 ] [ 2 ] |
| 3   | Balakubaku Folia   |                               | [ 3 ]       |
| 4   | Garotos do Benfica |                               | [ 3 ]       |
| 5   | Império da Vila    |                               | [ 3 ]       |
| 6   | Prova de Fogo      |                               | [ 3 ]       |
| 7   | Unidos da Vila     |                               | [ 3 ]       |
| 8   | Garotos do Parque  |                               | [ 3 ]       |

## Cordões
| Pos | Cordão               | Classificação ou rebaixamento | Ref         |
| --- | -------------------- | ----------------------------- | ----------- |
| 1   | Princesa no Frevo    | Campeã de 2014                | [ 1 ] [ 2 ] |
| 2   | Barão Folia          |                               | [ 1 ] [ 2 ] |
| 3   | Vampiros da Princesa |                               | [ 3 ]       |
| 4   | As Bruxas            |                               | [ 3 ]       |

## Afoxés
| Pos | Afoxé         | Classificação ou rebaixamento | Ref         |
| --- | ------------- | ----------------------------- | ----------- |
| 1   | Acabaca       | Campeã de 2014                | [ 1 ] [ 2 ] |
| 2   | Filhos de Oyá |                               | [ 1 ] [ 2 ] |
| 3   | Oxum Odolá    |                               | [ 3 ]       |
| 4   | Obá Sá Rewá   |                               | [ 3 ]       |